# Saison 1 de Braquo
Chronologie
Saison 2
Cet article présente les épisodes de la première saison de la série télévisée française Braquo.

## Résumé de la saison
Le commandant de quatre policiers se suicide après avoir été accusé de violences sur un suspect qu'il interrogeait. Son groupe décide de laver son honneur. Peu à peu, ils vont transgresser la loi jusqu'à devenir des criminels.

## Liste des épisodes

### Épisode 1:Max
- 12 octobre 2009 sur Canal+
- 11 octobre 2012 sur D8

- France : 1,2 million de téléspectateurs (première diffusion) sur Canal+
- France : 1,08 million de téléspectateurs (première diffusion) sur D8[1]

Les agents Eddy Caplan et Walter Morlighem font chanter un avocat : ils veulent obtenir de lui l'adresse où se cache Lemoine, un bandit de haut vol. Avec l'aide de Théo Vachewski et de Roxane Delgado, ils appréhendent le criminel. Au quartier général de la police judiciaire, le commandant Rossi va trop loin lors de l'interrogatoire d'un certain Benaïssa, soupçonné de meurtre aggravé. Ce dernier accuse bientôt Rossi de violences, et même de tentative de viol. La police des polices, qui avait Rossi dans sa ligne de mire, se saisit du dossier. Le commandant Rossi est interrogé par Vogel de l'IGS. Placé en garde à vue, il se suicide.

### Épisode 2:La Ligne jaune
- 12 octobre 2009 sur Canal+
- 11 octobre 2012 sur D8

- France : 1,10 million de téléspectateurs (première diffusion) sur D8[1]

### Épisode 3:La Tête dans le sac
- 19 octobre 2009 sur Canal+
- 18 octobre 2012 sur D8

- France : 1,05 million de téléspectateurs (première diffusion) sur D8[2]

### Épisode 4:L'Autre Rive
- 19 octobre 2009 sur Canal+
- 18 octobre 2012 sur D8

- France : 1,00 million de téléspectateurs (première diffusion) sur D8[2]

### Épisode 5:Loin derrière la nuit
- 26 octobre 2009 sur Canal+
- 25 octobre 2012 sur D8

- France : 875 000 téléspectateurs (première diffusion) sur D8[3]

### Épisode 6:Tarif de groupe
- 26 octobre 2009 sur Canal+
- 25 octobre 2012 sur D8

### Épisode 7:Tangente
- 2 novembre 2009 sur Canal+
- 1er novembre 2012 sur D8

- France : 975 000 téléspectateurs (première diffusion) sur D8[4]

### Épisode 8:Eddy
- 2 novembre 2009 sur Canal+
- 1er novembre 2012 sur D8

- France : 940 000 téléspectateurs (première diffusion) sur D8[4]

Lemoine est en garde à vue, il demande immédiatement à parler seulement avec Caplan. Eddy s'entretient avec lui et lui promet de le faire sortir, sous peine d'être dénoncé par Lemoine et d'aller en prison pendant 20 ans.
Lemoine est convoqué au Palais de justice.
Eddy et ses trois compères mettent un plan d'évasion en marche, avec pour finalité de tuer Lemoine une fois évadé. Ces derniers parviennent à s'échapper du palais de justice. Ils amènent Lemoine dans une forêt, pour le tuer.